# Henri Rang
Henri Rang   (Lugoj, 8 de juny de 1902 - 25 de desembre de 1946) va ser un genet romanès que va competir durant la dècada de 1930.
El 1936 va prendre part en els Jocs Olímpics de Berlín, on va disputar dues proves del programa d'hípica amb el cavall Delfis. Va guanyar la medalla de plata en la prova de salts d'obstacles individual, mentre en la prova de salts per equips quedà elimina en no classificar-se el mínim de tres genets per equip.